# Electra oligopora
Electra oligopora är en mossdjursart som beskrevs av Gordon 2009. Electra oligopora ingår i släktet Electra och familjen Electridae. Inga underarter finns listade i Catalogue of Life.